# Henry Hallett Dale
Pour les articles homonymes, voir Hallett et Dale.
Henry Hallett Dale (né le 9 juin 1875 à Londres et mort le 23 juillet 1968 à Cambridge) est un neuroscientifique britannique, prix Nobel de physiologie ou médecine avec Otto Loewi en 1936.

## Biographie
En 1894 Henry Dale entre au Trinity College de l'université de Cambridge. Dale se marie en 1904 avec Ellen Harriet Hallett. Il obtient son doctorat en médecine en 1909. Tandis qu'il travaille à l'University College de Londres, il rencontre Otto Loewi.

## Recherches

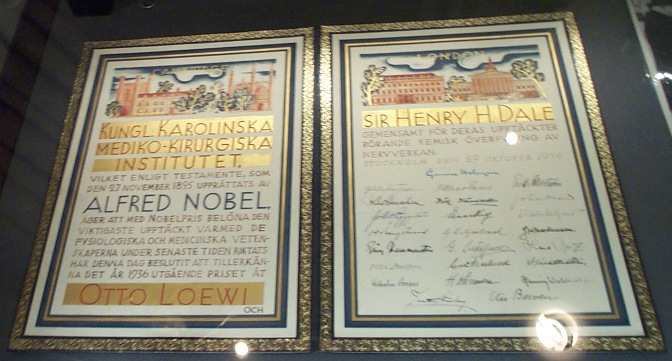
Diplôme du Nobel de Lowei et Dale, Royal Society, Londres.

Dale isole l'acétylcholine en 1914. En 1921, Loewi, montre son action comme neurotransmetteur dans le système nerveux parasympathique. Le rôle de neurotransmetteur de l'acétylcholine dans le reste du système nerveux est mis en évidence par Dale, Marthe Vogt, Wilhelm Feldberg, ainsi que par Loewi entre 1921 et 1933. Ces travaux valent à Dale et Loewi le prix Nobel de physiologie ou médecine en 1936 « pour leurs découvertes à propos de la transmission chimique des impulsions nerveuses ».
Durant les années 1940 Dale est entraîné dans un débat scientifique sur la nature du signal transmis au travers de la synapse. John Carew Eccles pense que la transmission à la jonction neuromusculaire est électrique tandis que Dale et d'autres prônent pour l'existence d'un transmetteur chimique. Il a été prouvé plus tard que la transmission à travers la barrière synaptique peut être chimique ou électrique, le premier cas étant toutefois le plus commun.
Dale est aussi à l'origine d'un schéma de classification des neurones en fonction du neurotransmetteur émis, ceux utilisant la noradrénaline sont appelés noradrenergiques, ceux utilisant l'acétylcholine, cholinergiques etc. Ce schéma est basé sur le principe de Dale dont la principale assertion est : « Un neurone n'est capable de relâcher qu'un seul neurotransmetteur à la terminaison de son axone ». Ce principe a été démontré faux, les neurones peuvent aussi relâcher des neuropeptides et des acides aminés.

## Distinctions et récompenses
- Chevalier (Kt - 1932)[3]
- Chevalier grand-croix de l'Ordre de l'Empire britannique (GBE - 1943)[4]
- Membre de l'Ordre du Mérite britannique (OM - 1944)[5]
- Membre de la Royal Society (FRS - 1914) et président de celle-ci entre 1940 et 1945[6]

### Sources
- Valenstein, E.S.: The War of the Soups and the Sparks: The Discovery of Neurotransmitters and the Dispute Over How Nerves Communicate. Columbia University Press, 2005.  (ISBN 0-231-13588-2)
- Valenstein E.S.: The discovery of chemical neurotransmitters. Brain Cogn. 2002 Jun;49(1):73-95 (Medline abstract)
- Tansey EM. Chemical neurotransmission in the autonomic nervous system: Sir Henry Dale and acetylcholine. Clin Auton Res. 1991 Mar;1(1):63-72 (Medline abstract)
- Nobel Lectures, Physiology or Medicine 1922-1941, Elsevier Publishing Company, Amsterdam, 1965.